# Oskar Barnack

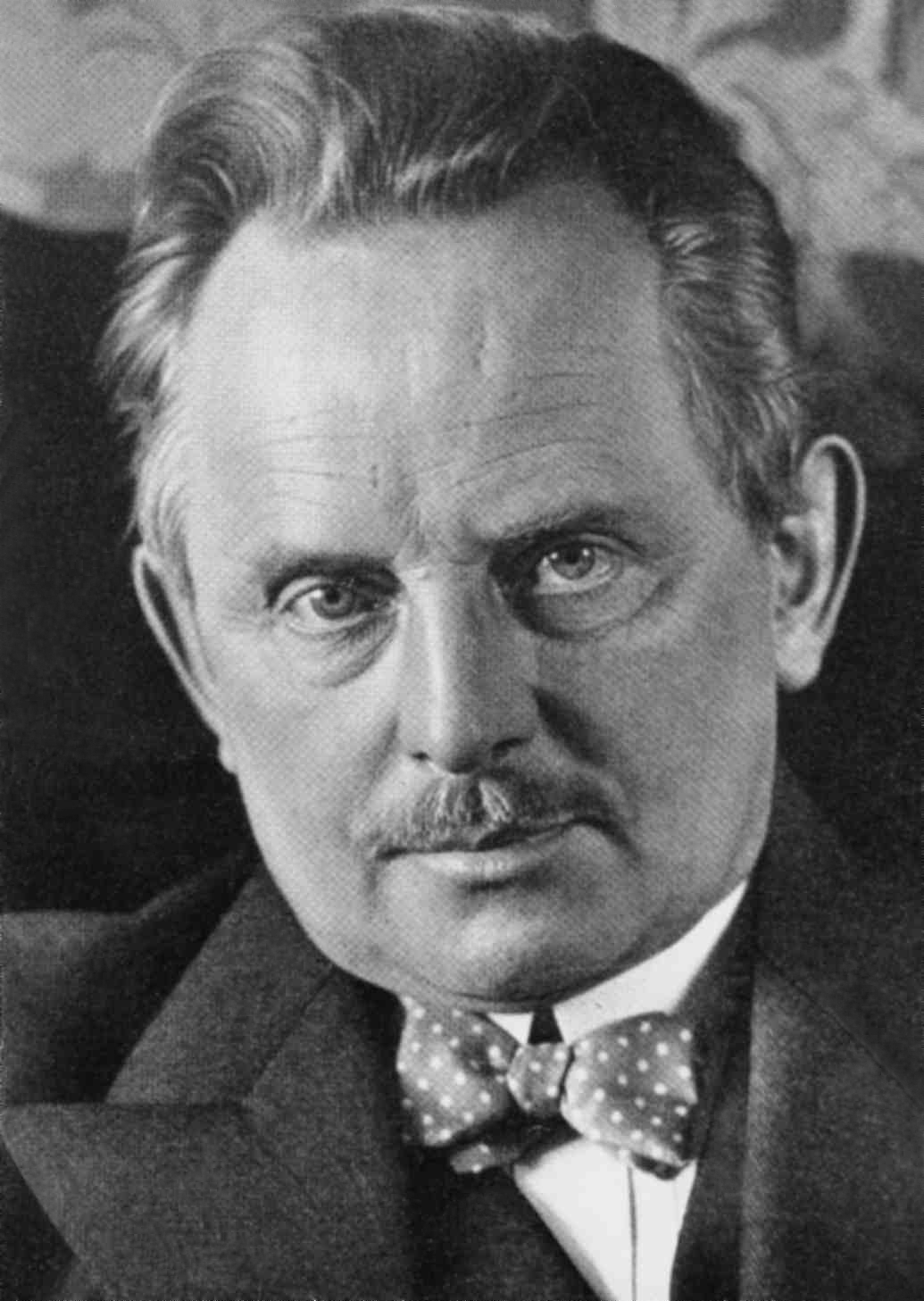
Oskar Barnack

Wilhelm Oskar Barnack (* 1. November 1879 in Lynow, Landkreis Jüterbog-Luckenwalde; † 16. Januar 1936 in Bad Nauheim) war ein deutscher Feinmechaniker. Barnack gilt als Erfinder der 35-mm-Kleinbildkamera.

## Leben
Oskar Barnack wurde am 1. November 1879 in Lynow als Sohn des Landwirts Ferdinand Barnack und seiner Frau Karoline geboren. Im Alter von drei Jahren zog Barnack mit seinen Eltern nach Groß-Lichterfelde. 1893 begann Barnack seine Lehre als Feinmechaniker in der Lichterfelder Meisterwerkstätte für feinmechanische Instrumente Julius Lampe.
1897 ging Barnack auf die Walz. Diese Wanderjahre führten ihn in die führenden Zentren des optischen Gerätebaus. Zuerst nach Bozen, Dresden, Glashütte, Wien und dann nach Jena, wo er eine Anstellung als Feinmechaniker und Justierer bei den Optischen Werken Carl Zeiss erhielt. Dort hatte er ersten Kontakt zu Kameras und Kinematographen sowie zu Emil Mechau, der ihn Jahre später zur Firma Leitz nach Wetzlar holte. Nach einjähriger Tätigkeit als Konstrukteur bei der Firma Zeiss in Dresden wechselte Barnack 1911 als Mechanikermeister zum Mikroskop-Hersteller Ernst Leitz nach Wetzlar.
Ein Jahr später übernahm er bereits die Leitung der Versuchsabteilung für Kinokameras. Er erfand eine kompakte Minikamera, mit der kleine Teststreifen des Kinofilms belichtet werden konnten, um die richtige Belichtung für die Aufnahme zu testen, ohne das große Hauptmagazin öffnen zu müssen.
In seiner Freizeit beschäftigte sich Barnack mit Naturfotografie, war aber wegen seines Asthmas dabei nicht in der Lage, die großen und schweren Platten- und Großformatkameras zu transportieren. So entwickelte er in Privatarbeit in den Jahren 1913/14 eine kleine Fotokamera, die ebenfalls mit auf kleinen Rollen gezogenem 35-mm-Filmmaterial arbeiten konnte bei einem Aufnahmeformat von 24 mm × 36 mm (sogenanntes Kleinbildformat) – die erste Kleinbildkamera.
Der Erste Weltkrieg verzögerte die weitere Entwicklung, so dass die erste Leica (für Leitz Camera) ab 1924 in Serie gefertigt wurde; sie kam 1925 auf den Markt. In der Leica und ihren Vorgängern wurde der damals weit verbreitete 35-mm-Kinofilm als genormter Filmstreifen verwendet. Dadurch wurde die kompakt Gehäusekonstruktion möglich. Die Verwendung von 35-mm-Film ist noch heute Standard in der analogen Reportagefotografie.
Wegen seiner Lungen- und Bronchialprobleme machte er häufig Kuren und wurde dabei von der Firma Leitz unterstützt. Am 19. Januar 1936 verstarb er in Bad Nauheim im Städtischen Krankenhaus während eines Kuraufenthaltes an den Folgen einer Lungenentzündung. Die Beisetzung erfolgte in Wetzlar.
Im Geburtsort Lynow, Ortsteil der Gemeinde Nuthe-Urstromtal in Brandenburg, gibt es ein Oskar-Barnack-Museum. In Berlin-Lichterfelde trägt das Barnackufer seit 1961 seinen Namen.
Ein vor der Markteinführung der Kamera entwickelter Prototyp der Ur-Leica aus dem persönlichen Besitz von Oskar Barnack wurde am 11. Juni 2022 in Wetzlar für 14,4 Millionen Euro versteigert. Die Kamera erzielte damit den höchsten Preis der jemals bei einer derartigen Auktion erzielt wurde. (Stand 2025)

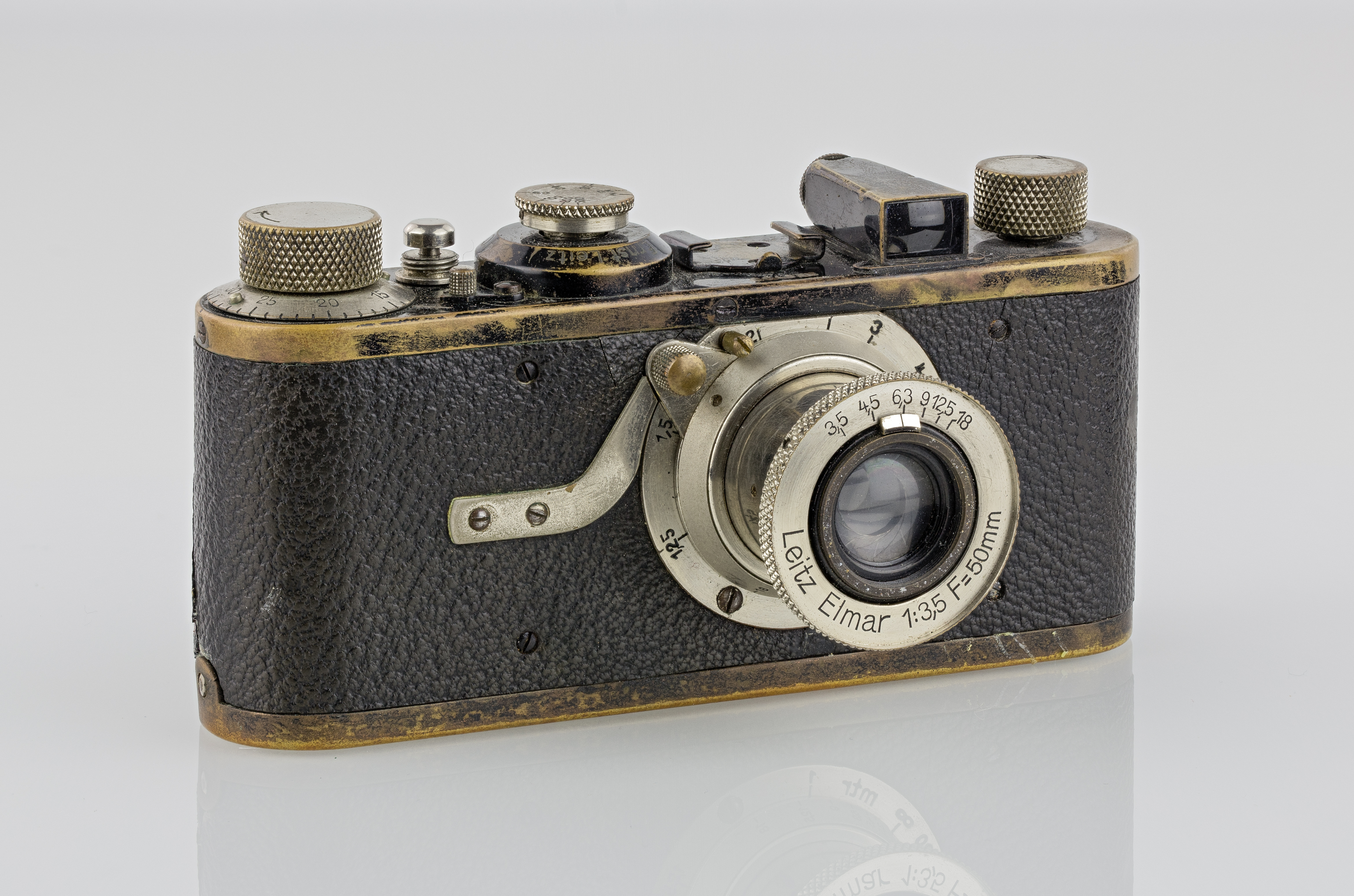
Leica I (1927)
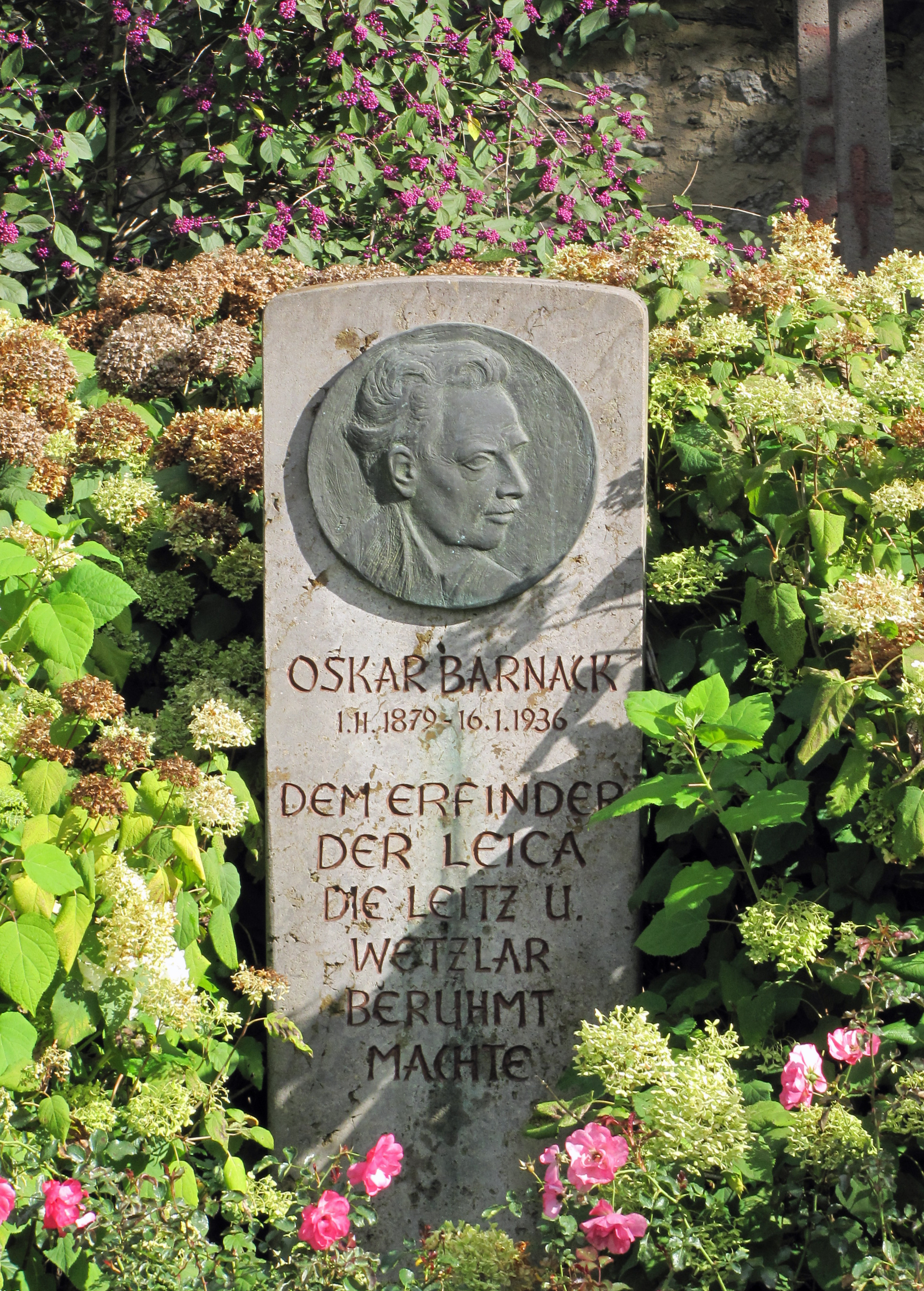
Gedenkstein in Wetzlar
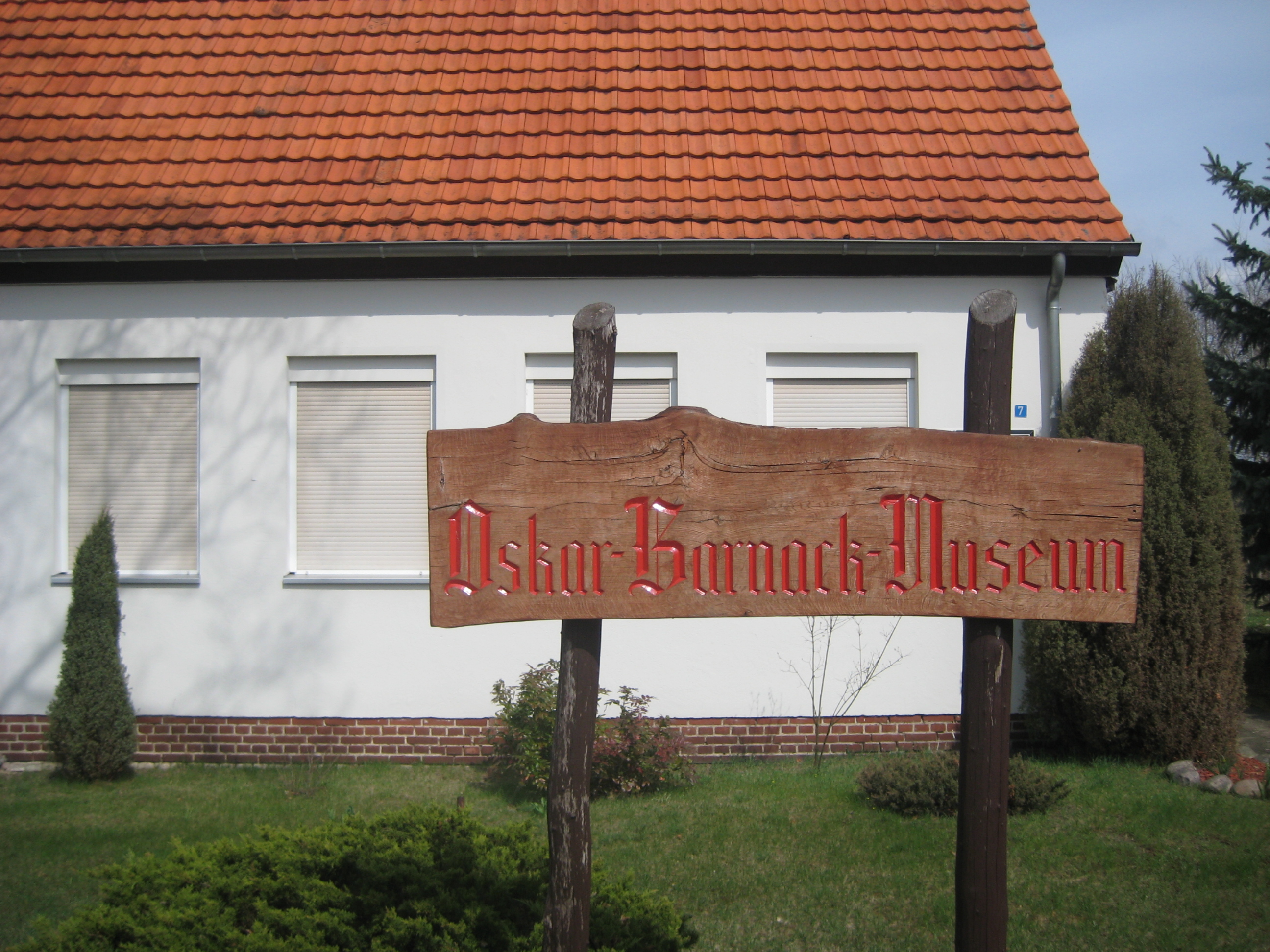
Oskar-Barnack-Museum
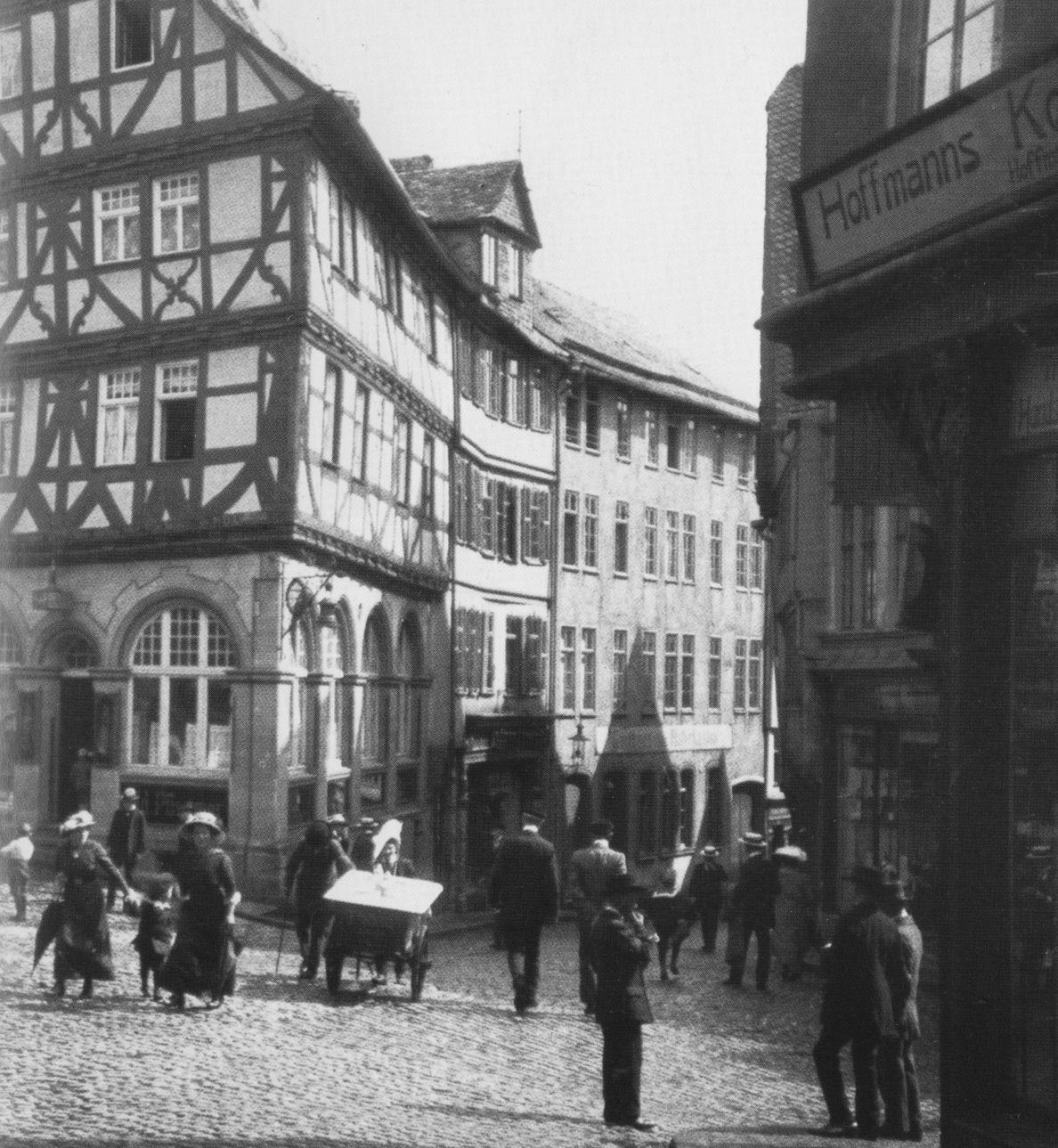
Wetzlar – aufgenommen von Otto Barnack 1914

## Privates
Oskar Barnack war verheiratet mit Emma geb. Leopold. Die beiden hatten 1903 in Lichterfelde die Ehe geschlossen, aus der zwei Kinder hervorgingen.

## Ehrungen

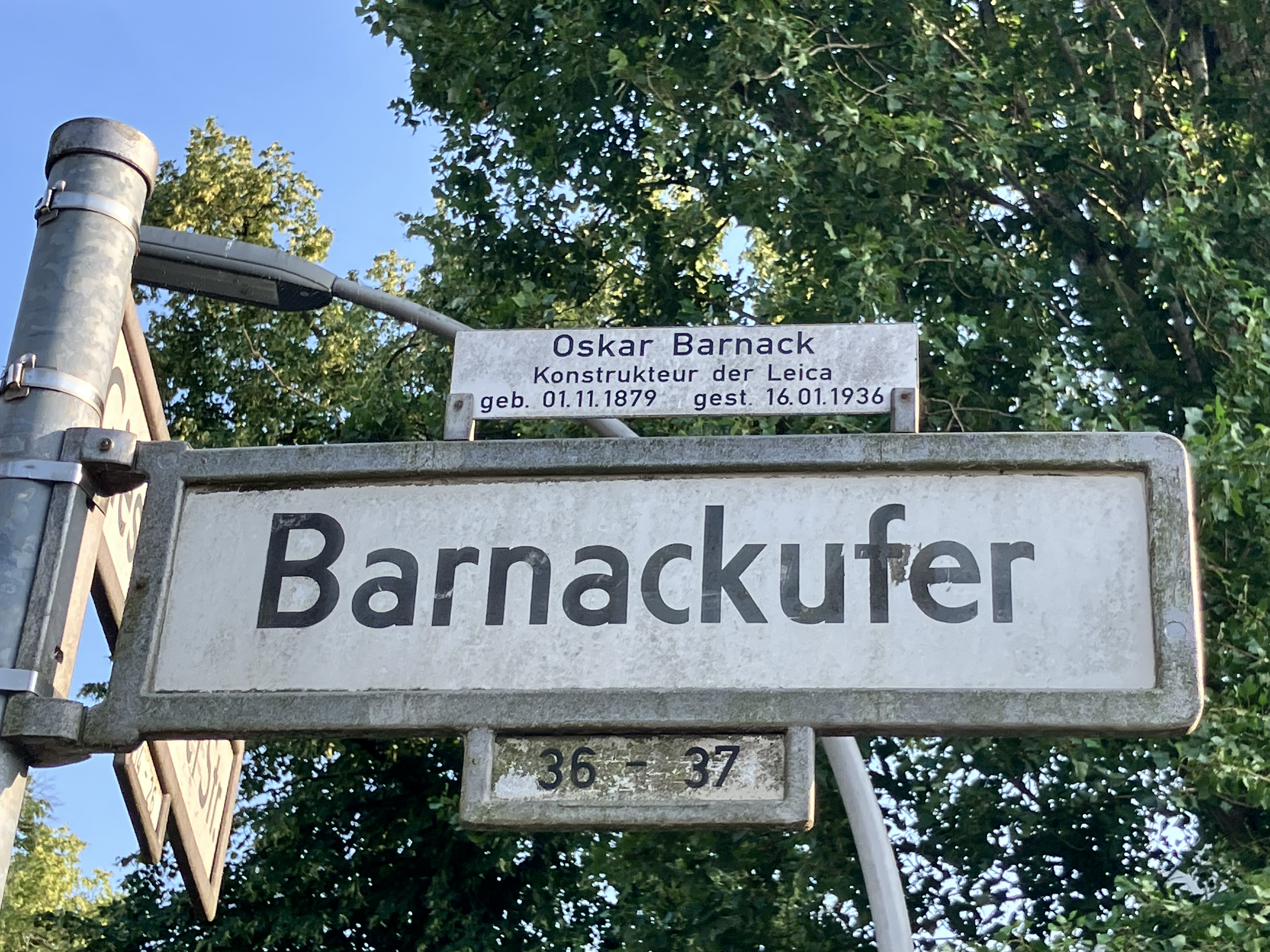
Straßenschild in Berlin-Lichterfelde

In Berlin-Lichterfelde ist eine Straße nach ihm benannt.